# Championnats d'Afrique d'athlétisme 2024
Navigation
Les 23es Championnats d'Afrique d'athlétisme se déroulent du 21 au 26 juin 2024 à Douala, au Cameroun, au sein du Complexe multisports de Japoma, après avoir un temps été prévus au Stade de la Réunification. 
La Confédération africaine d'athlétisme désigne le Cameroun comme pays organisateur le 3 juin 2022 ; ce pays devait organiser l'édition précédente mais s'était vu retirer l'organisation.

## Podiums

### Hommes
| Épreuves               | Or                                                                                                  | Argent | Bronze |
| ---------------------- | --------------------------------------------------------------------------------------------------- | --- | --- |
| 100 m (+0,0 m/s)       | Joseph Fahnbulleh 10 s 13                                                                           | Emmanuel Eseme 10 s 15 | Benjamin Richardson 10 s 17 |
| 200 m (+0,1 m/s)       | Joseph Fahnbulleh 20 s 25                                                                           | Tapiwa Makarawu 20 s 51 | Emmanuel Eseme 20 s 66 |
| 400 m                  | Cheikh Tidiane Diouf 45 s 23                                                                        | Lee Eppie 45 s 39 | Samuel Ogazi 45 s 47 |
| 800 m                  | Ngeno Kipngetich 1 min 45 s 02                                                                      | Kethobogile Haingura 1 min 45 s 54 | Tom Dradriga 1 min 46 s 01 |
| 1 500 m                | Brian Komen 3 min 33 s 95                                                                           | Ayanleh Abdi Abdillahi 3 min 36 s 24 | Boaz Kiprugut (de) 3 min 37 s 25 |
| 5 000 m                | Mohamed Ismail Ibrahim 13 min 38 s 38                                                               | Nibret Melak 13 min 42 s 95 | Abdi Waiss Mouhyadin 13 min 43 s 20 |
| 10 000 m               | Nibret Melak 28 min 52 s 27                                                                         | Gemechu Dida 28 min 52 s 79 | Roncer Kipkorir Konga 28 min 52 s 94 |
| 110 m haies (+0,4 m/s) | Louis François Mendy 13 s 49                                                                        | Amine Bouanani 13 s 59 | Yousuf Badawy Sayed (de) 13 s 79 |
| 400 mètres haies       | Victor Ntweng 48 s 88                                                                               | Kemorena Tisang (de) 49 s 24 | Abdelmalik Lahoulou 49 s 36 |
| 3 000 m steeple        | Leonard Chemutai 8 min 21 s 30                                                                      | Edmund Serem 8 min 21 s 94 | Matthew Kosgei 8 min 21 s 98 |
| 20 km marche           | Wakuma Misgana 1 h 22 min 49 s                                                                      | Heristone Wanyonyi Wafula 1 h 23 min 26 s | Wayne Snyman 1 h 25 min 19 s |
| 4 × 100 m              | Ghana- Ibrahim Fuseini - Isaac Botsio - Edwin Gadayi (en) - Abdul-Rasheed Saminu 38 s 63            | Nigeria- Kayinsola Ajayi - Usheoritse Itsekiri - Alaba Akintola - Godson Oke Oghenebrume 38 s 84 Participation aux séries- Alexander Chukwukelu - Ifeanyi Emmanuel Ojeli | Côte d'Ivoire- Gnamien Nehemie N'Goran - Ismaël Koné - Arthur Cissé - Kouadio Éric Kouame 39 s 77 Participation aux séries- Adzeu Yapo Jacky |
| 4 × 400 m              | Botswana- Omphile Seribe (de) - Collen Kebinatshipi - Boitumelo Masilo - Leungo Scotch 3 min 2 s 23 | Kenya- Kevin Kipkorir - Kelvin Sane Tauta (de) - David Sanayek Kapirante (de) - Brian Onyari Tinega 3 min 2 s 34                                                         | Zambie- Kennedy Luchembe - Patrick Nyambe - David Mulenga - Muzala Samukonga 3 min 2 s 56                                                    |
| Saut en hauteur        | Brian Raats 2,18 m                                                                                  | Saad Hammouda Asbel Kiprop Kemboi 2,15 m | Non attribuée |
| Saut à la perche       | Kyle Rademeyer 5,20 m                                                                               | Boubacar Diallo (de) 5,10 m | Medhi-Amar Rouana 5,10 m |
| Saut en longueur,      | Cheswill Johnson 7,78 m                                                                             | Chenoult Lionel Coetzee (de) 7,78 m | Goodness Iredia 7,75 m |
| Triple saut            | Hugues Fabrice Zango 17,18 m                                                                        | Chengetayi Mapaya 16,87 m | Raymond Nkwemy Tchomfa (de) 16,16 m |
| Lancer du poids        | Chukwuebuka Enekwechi 21,14 m                                                                       | Mostafa Amr Hassan 20,25 m | Mohamed Magdi Hamza 19,72 m |
| Lancer du disque       | Oussama Khennoussi 63,90 m                                                                          | Victor Hogan 63,87 m | Ryan Williams 56,78 m |
| Lancer du marteau      | Mostafa Hicham al-Gamal 72,88 m                                                                     | Ahmed Tarek Ismail 70,71 m | Alan Cumming 69,43 m |
| Lancer du javelot      | Julius Yego 80,24 m                                                                                 | Chinecherem Nnamdi 79,22 m | Moustafa Mahmoud 77,25 m |
| Décathlon              | Larbi Bourrada 7 447 pts                                                                            | Dhiae Boudoumi 7 215 pts | Edwin Kipmutai Too (de) 7 132 pts |

### Femmes
| Épreuves                    | Or | Argent                                                                                        | Bronze |
| --------------------------- | --- | --------------------------------------------------------------------------------------------- | --- |
| 100 m (+0,0 m/s)            | Gina Bass 11 s 14 | Maia McCoy 11 s 16                                                                            | Maboundou Koné 11 s 24 |
| 200 m (+0,0 m/s)            | Jessika Gbai 22 s 84 | Maboundou Koné 22 s 99                                                                        | Asimenye Simwaka 23 s 05 |
| 400 m                       | Miranda Coetzee 51 s 16 | Quincy Malekani 51 s 56                                                                       | Esther Elo Joseph 51 s 94 |
| 800 m                       | Sarah Moraa 2 min 0 s 27 | Lilian Odira 2 min 0 s 36                                                                     | Soukaina Hajji 2 min 0 s 91 |
| 1 500 m                     | Saron Berhe 4 min 6 s 05 | Caroline Nyaga 4 min 6 s 76                                                                   | Esther Chebet 4 min 6 s 90 |
| 5 000 m                     | Fantaye Belayneh 15 min 30 s 10 | Wubrist Aschal 15 min 30 s 25                                                                 | Samiyah Hassan Nour 15 min 42 s 63                                                                                                |
| 10 000 m                    | Gladys Kwamboka 36 min 53 s 59 | Rebecca Mwangi 36 min 59 s 69                                                                 | Gela Hambese 37 min 9 s 20 |
| 100 mètres haies (+1,1 m/s) | Ebony Morrison 12 s 70 | Marione Fourie 12 s 74                                                                        | Sidonie Fiadanantsoa 12 s 98 |
| 400 mètres haies            | Rogail Joseph 55 s 71 | Noura Ennadi 56 s 16                                                                          | Linda Angounou 56 s 48 |
| 3 000 m steeple             | Loice Chekwemoi 9 min 24 s 47 | Alemnet Wale 9 min 35 s 19                                                                    | Leah Jeruto Kibet 9 min 36 s 33                                                                                                   |
| 20 km marche                | Sintayehu Masire Teshager 1 h 37 min 46 s                                                                                            | Souad Azzi 1 h 40 min 36 s                                                                    | Margret Gati Chacha 1 h 41 min 19 s                                                                                               |
| 4 × 100 m                   | Nigeria- Justina Tiana Eyakpobeyan - Tima Godbless - Olayinka Olajide - Tobi Amusan 43 s 01 Participation aux séries- Adaobi Tabugbo | Ghana- Mary Boakye (en) - Anita Afrifa - Halutie Hor (en) - Deborah Acheampong 43 s 62        | Liberia- Destiny Smith-Barnett (en) - Maia McCoy - Ebony Morrison - Thelma Davies 44 s 38 Participation aux séries- Symone Darius |
| 4 × 400 m                   | Nigeria- Patience Okon George - Esther Elo Joseph - Omolara Ogunmakinju - Ella Onojuvwevwo 3 min 27 s 31                             | Zambie- Rhoda Njobvu - Niddy Mingilishi - Quincy Malekani - Abygirl Sepiso (de) 3 min 32 s 18 | Kenya- Joan Cherono (de) - Veronica Kamumbe Mutua - Esther Mbagari - Mercy Chebet 3 min 32 s 65                                   |
| Saut en hauteur             | Rose Yeboah 1,87 m | Temitope Adeshina 1,84 m                                                                      | Fatoumata Balley 1,84 m |
| Saut à la perche            | Miré Reinstorf 4,10 m | Dora Mahfoudhi 3,90 m                                                                         | Non attribuée |
| Saut en longueur            | Ese Brume 6,73 m | Marthe Koala 6,72 m                                                                           | Danielle Nolte 6,44 m |
| Triple saut                 | Saly Sarr 14,06 m | Anne-Suzanna Fosther-Katta 13,45 m                                                            | Véronique Kossenda Rey 13,35 m |
| Lancer du poids             | Ashley Erasmus 18,17 m | Miné de Klerk (en) 17,09 m                                                                    | Colette Uys 16,28 m |
| Lancer du disque            | Ashley Anumba 59,30 m | Obiageri Amaechi 58,80 m                                                                      | Chioma Onyekwere 57,93 m |
| Lancer du marteau           | Zahra Tatar 67,82 m | Sade Olatoye 67,72 m                                                                          | Xena Ngomateke 65,84 m |
| Lancer du javelot           | Jo-Ane van Dyk 57,03 m | Jana van Schalkwyk (en) 55,14 m                                                               | Josephine Joyce Lalam 53,57 m |
| Heptathlon                  | Odile Ahouanwanou 5 777 pts | Adèle Mafogang 5 527 pts                                                                      | Shannon Verster (de) 5 239 pts |

### Mixte
| Épreuves  | Or | Argent                                                                                                 | Bronze                                                                                          |
| --------- | --- | --- | ----------------------------------------------------------------------------------------------- |
| 4 × 400 m | Afrique du Sud- Gardeo Isaacs (en) - Shirley Nekhubui - Mthi Mthimkulu - Miranda Coetzee 3 min 13 s 12 | Nigeria- Emmanuel Ojeli - Ella Onojuvwevwo - Dubem Nwachukwu (en) - Patience Okon George 3 min 13 s 72 | Botswana- Leungo Scotch - Obakeng Kamberuka (de) - Bayapo Ndori - Galefele Moroko 3 min 15 s 93 |

## Légende
Records et Performances
- AR : Record continental (area record)
- CR : Record des championnats (championship record)
- MR : Record du meeting (meet record)
- NR : Record national (national record)
- OR : Record olympique (olympic record)
- PR : Record paralympique (paralympic record)
- PB : Record personnel (personal best)
- SB : Meilleure performance personnelle de la saison (season's best)
- WL : Meilleure performance mondiale de l'année (world leader)
- WJR : Record du monde junior (world junior record)
- WR : Record du monde (world record)

Circonstances et Conditions
- DNF : N'a pas terminé (did not finish)
- DNS : N'a pas pris le départ (did not start)
- DQ : Disqualification (disqualification)
- NM : Aucun essai valable enregistré (No Mark)
- Q : Qualifié « directement » au prochain tour (ou à la prochaine compétition), lors d'une compétition majeure, grâce au classement ou à la réalisation des minima (automatic qualifier)
- q : Qualifié au prochain tour (ou à la prochaine compétition), lors d'une compétition majeure, grâce au repêchage ou à la réalisation de l'une des meilleures performances parmi celles des « non qualifiés directement » (grâce au meilleur temps ou à la meilleure distance par exemple) (secondary qualifier)